# Duša Krnel Umek
Duša Krnel Umek, slovenska etnologinja in političarka, * 11. september 1946, Pivka.
Med 19. junijem in 1. decembrom 2000 je bila državna sekretarka Republike Slovenije na Ministrstvu za šolstvo, znanost in šport Republike Slovenije.